# Демидик, Карина Олеговна
Карина Олеговна Демидик (бел. Карына Алегаўна Дэмідік; род. 10 февраля 1999, Барановичи, Брестская область), в девичестве Таранда (бел. Таранда) — белорусская легкоатлетка, специалистка по прыжкам в высоту. Выступает за сборную Белоруссии по лёгкой атлетике с 2016 года, чемпионка мира среди юниоров, победительница и призерка первенств национального значения, действующая рекордсменка страны, участница чемпионата мира в Дохе. Мастер спорта Республики Беларусь международного класса.

## Биография
Карина Таранда родилась 10 февраля 1999 года в городе Барановичи Брестской области.
Проходила подготовку в местной Специализированной детско-юношеской спортивной школе олимпийского резерва № 2, была подопечной тренеров Е. А. Чурило и В. В. Курдюка. Окончила Белорусский государственный университет физической культуры.

## Спортивная карьера
Впервые заявила о себе в лёгкой атлетике на международном уровне в сезоне 2016 года, когда вошла в состав белорусской национальной сборной и выступила на юношеском европейском первенстве в Тбилиси, где в зачёте прыжков в высоту показала результат 1,75 метра и в финал не вышла.
В 2017 году в той же дисциплине выиграла серебряную медаль на юниорском европейском первенстве в Гроссето (1,87), стала седьмой в Суперлиге командного чемпионата Европы в Лилле (1,85).
В 2018 году с национальным рекордом Белоруссии среди юниоров 1,92 метра одержала победу на юниорском мировом первенстве в Тампере. Благодаря череде удачных выступлений удостоилась права защищать честь страны на чемпионате Европы в Берлине — в программе прыжков в высоту благополучно преодолела предварительный квалификационный этап, тогда как в финале показала результат 1,87 метра и расположилась в итоговом протоколе соревнований на 12-й строке.
В 2019 году на турнире Атлетиссима в Лозанне повторила взрослый национальный рекорд Белоруссии, преодолев отметку в 2,00 метра. Помимо этого, заняла 12-е место на чемпионате Европы в помещении в Глазго (1,87), была четвёртой на молодёжном европейском первенстве в Евле (1,92) и шестой на чемпионате мира в Дохе (1,96).
В 2021 году с результатом 1,87 метра заняла девятое место на чемпионате Европы в помещении в Торуне.
В июне 2023 года Карина Демидик выиграла турнир по прыжкам в высоту в Москве, преодолев планку на высоте 1 м 91 см.
2024 год
В январе 2024 года на международном турнире в Челябинске, в соревнованиях по прыжкам в высоту среди женщин золотую медаль выиграла Карина Демидик, показавшая результат 1 м 92 см.
В августе 2024 года заняла второе место в международных соревнованиях по лёгкой атлетике в Златоусте (Челябинская область).

## Награды и звания
За выдающиеся спортивные достижения удостоена почётного звания «Мастер спорта Республики Беларусь международного класса».